# Gloria (Jenkins)
Gloria ist ein geistliches Chorwerk von Karl Jenkins, vollendet 2010. Es ist eine ausgedehnte Vertonung des Gloria aus der lateinischen Messe. Der lateinische Text ist auf drei Sätze aufgeteilt, eingeschoben sind nach zwei Sätzen Vertonungen von Psalm 150 auf Hebräisch und einem englischen Lied mit biblischem Hintergrund. Gesprochene kurze Texte aus heiligen Schriften verschiedener religiöser Traditionen sind Teil der Komposition. Gloria wurde 2010 von Boosey & Hawkes veröffentlicht und wird oft zusammen mit dem Te Deum von Jenkins aufgeführt.

## Geschichte
Karl Jenkins komponierte das Werk 2010 im Auftrag von Don Monro, der den Chor The Really Big Chorus gegründet hatte. Die Premiere war am 11. Juli 2010 in der Royal Albert Hall mit The Really Big Chorus und dem London Festival Orchestra, geleitet von Brian Kay. Gloria wurde 2010 von Boosey & Hawkes veröffentlicht.

## Besetzung und Aufbau
Jenkins’ Gloria ist besetzt mit einer Solostimme, gemischtem Chor und einem großen Sinfonieorchester mit farbenreichem Schlagwerk. Der Chor ist vierstimmig SATB, doch sowohl die Frauen- wie die Männerstimmen sind häufig dreigeteilt. Das Orchester ist besetzt mit zwei Flöten (auch Piccolo), zwei Oboen, zwei Klarinetten in B (zweite auch Bassklarinette), zwei Fagotte (zweites auch Kontrafagott), vier Hörner in F, zwei oder drei Trompeten in B, drei Posaunen, Tuba, Pauken, stark besetztes Schlagwerk und Streicher.
Der Text ist das Gloria der Messe, ergänzt um weitere gesungene und gesprochenen Texte. Er ist in drei Teile gegliedert (I, II, V) und wird ergänzt durch Psalm 150 auf Hebräisch (III) und ein englisches Lied, dessen Text auf Bibelversen beruht (IV). Zwischen den musizierten Sätzen werden kurze Texte aus heiligen Schriften des Hinduismus, Buddhismus, Daoismus und Islam rezitiert. Die folgende Tabelle zeigt die Sätze mit jeweils Titel, Incipit, Übersetzung, Tempoangabe und Tonart, entsprechend dem Klavierauszug. Der Takt wird nicht angegeben, da er häufig wechselt.
| Nr. | Titel                     | Incipit                                      | Übersetzung                                             | Tempo       | Tonart |
| --- | ------------------------- | -------------------------------------------- | ------------------------------------------------------- | ----------- | ------ |
| I   | The Proclamation          | Gloria in excelsis Deo                       | Die Anrufung: Ehre sei Gott in der Höhe                 | Moderato    | c-Moll |
| II  | The Prayer                | Laudamus te                                  | Das Gebet: Wir loben dich                               | Larghissimo | Es-Dur |
| III | The Psalm: Tehillim       | Halleluja                                    | Der Psalm: Jauchzet dem Herrn                           | Giubiloso   | F      |
| IV  | The Song: I’ll make music | My Lord and Master, I’ll sing a song for you | Das Lied: Herr und Meister, Ich singe ein Lied für dich | Largo       | D-Dur  |
| V   | The Exsultation           | Domine Deus                                  | Der Jubel: Herr Gott                                    | Moderato    | c-Moll |

## Musik
Jenkins ist bekannt für einfache Strukturen (simple structures), die nie sentimental werden (never sentimental), für weite multikulturelle Gesten (broad multicultural gestures) sowie einen besonderen Umgang mit älterer britischer Blasmusik (a particular take on the textures of older British band music). Eine Besprechung erwähnt den Kontrast von lauter Blechmusik und stillen Sätzen, in denen der Chor um ein Zentrum weniger Töne kreist. Die Rezensentin erkennt im Einschub von kurzen Texten aus heiligen Schriften verschiedener religiöser Traditionen (Hindu, Buddhist, Tao und Islam) und der Verwendung von Perkussionsinstrumenten, die ihnen zugeordnet werden können, einen echtes ökumenisches Anliegen des Komponisten an (a sincere ecumenism on the composer’s part). Satz III erinnert an Jenkins bekanntes Adiemus, mit seinen urtümlich klingenden Harmonien, deklamatorischem Chorklang und hämmernden Trommeln (with its primeval-sounding harmonies, declamatory choral style and pounding drummed rhythms).
Die Spieldauer beträgt ungefähr 34 Minuten.

## Einspielung
Jenkins’ Gloria wurde eingespielt zusammen mit seinem Te Deum auf einer CD, vom Komponisten dirigiert, gesungen vom National Youth Choir of Great Britain und dem London Symphony Orchestra.